# Лісова (зупинний пункт)
Лісова — зупинний пункт Ізюмського напрямку. Розташований між зупинним пунктом Братське Озеро та станцією Савинці. Пункт розташований поблизу смт. Савинці Балаклійського району. На пункті зупиняються лише приміські потяги. Пункт належить до Харківської дирекції Південної залізниці.
Відстань до станції Основа — 89 км.